# Ikemen desu ne
Ikemen desu ne (美男ですね) é uma série de televisão japonês transmitido pela TBS em 2011.

## Elenco

### ANJELL
- Miori Takimoto como Mio / Miko Sakuraba
- Yura Furutachi como Miko Sakuraba (jovem)
- Kuu Furutachi como Mio Sakuraba (jovem)
- Yuta Tamamori como Ren Katsuragi
- Riu Tanaka como Ren Katsuragi (jovem)
- Taisuke Fujigaya como Shu Fujishiro
- Hikaru Yaotome como Yuuki Hongo

### AJ Entertainment
- Takashima Masanobu como Hiroshi Ando
- Yanagisawa Shingo como Mabuchi Hajime
- Katase Nana como RINA
- Nose Anna como Sawagi Yumiko

### Outros
- Kojima Haruna como NANA
- Tanoshingo como Toru
- Imori Miyuki como Sakuraba Shigeko
- Manda Hisako como Mizusawa Reiko

#### Jornalistas
- Rokkaku Seiji como Deguchi
- Yamazaki Shigenori como Hashimoto
- Shimizu Yutaka como Baba, fans de A.N.JELL
- Takahashi Maiko como Misaki
- Aoi como Nanami
- Aizumi Moeri como Ayumi

### Convidados
- Koda Kumi
- Aoki Yuko
- Kato Sylwia
- Tanaka Minami
- Ishizaka Koji
- Tani Kanon
- Honda Miyu
- Nagashima Terumi
- Uchida Junki
- Kasuga Kanon
- Sasahara Naoki
- Aoyama Kazuya
- Yoshida Akane
- Yashiba Toshihiro
- Uchida Mikako (内田三香子)
- Yabe Yukiko
- Fujimoto Ryo
- Tsujimoto Yuto (辻本優人)
- Aoki Kazuyo
- Masuda Naohiro (升田尚宏)
- Katori Shingo
- Jang Keun Suk